# 布瓦特龙
布瓦特龙（法語：Boitron，法語發音：[bwatʁɔ̃] ⓘ）是法国奥恩省的一个市镇，属于阿朗松区。

## 地理
布瓦特龙（48°33'37"N, 0°15'48"E）面积13.35 平方千米，位于法国诺曼底大区奧恩省，该省份为法国西北部内陆省份，北起顺时针与卡爾瓦多斯省、厄尔省、厄尔-卢瓦省、萨尔特省、马耶讷省和芒什省接壤。
与布瓦特龙接壤的市镇（或旧市镇、城区）包括：奥恩河畔欧努、欧奈莱布瓦、埃赛、勒梅尼勒吉永、蒙舍夫雷勒、诺夫苏塞赛、圣奥班达珀奈、特雷蒙。

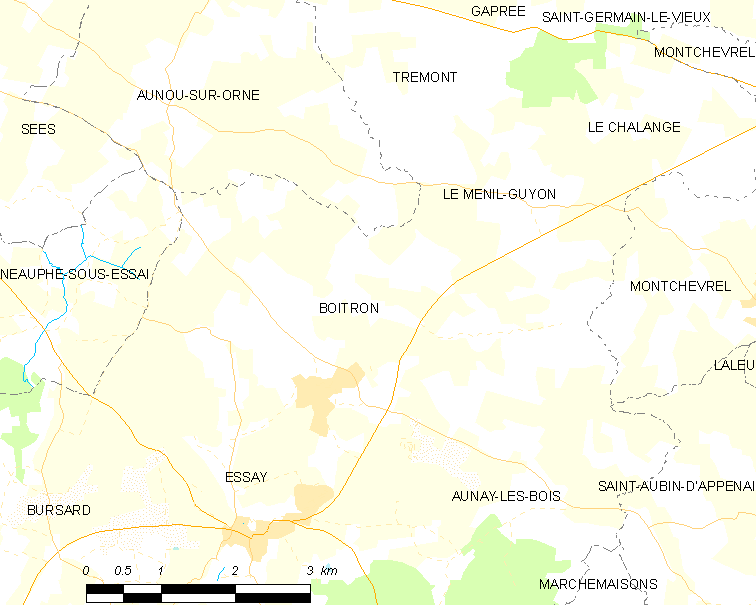
布瓦特龙的OSM定位图

布瓦特龙的时区为UTC+01:00、UTC+02:00（夏令时）。

## 行政
布瓦特龙的邮政编码为61500，INSEE市镇编码为61051。

## 政治
布瓦特龙所属的省级选区为塞镇县。

## 人口

1962-2008年间布瓦特龙人口变化图示

布瓦特龙于2022年1月1日时的人口数量为348人。